# Летние Олимпийские игры 1980 года в филателии

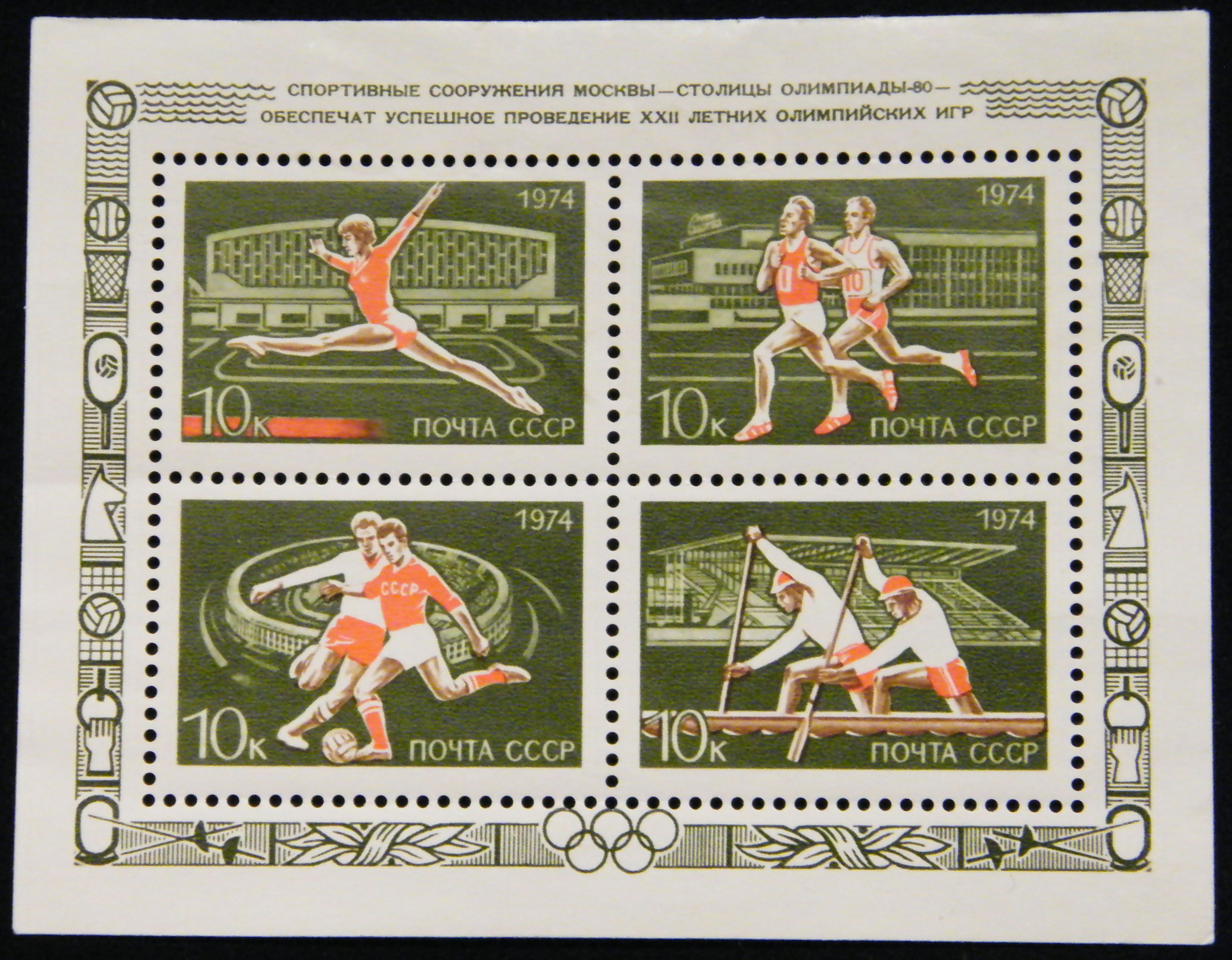
Первый советский почтовый блок, посвящённый Олимпиаде-80 (1974)

Московская Олимпиада в филателии — один из подразделов такой области тематического коллекционирования знаков почтовой оплаты и штемпелей, как олимпийская филателия. Объектами коллекционирования внутри этой темы являются филателистические материалы, посвящённые XXII Олимпийским играм в Москве, их истории, олимпийской символике и ритуалам, программе игр, спортсменам-олимпийцам и их спортивным достижениям или связанных с ними.

## Выпуски СССР
Для популяризации Олимпиады-80 во всём СССР Организационный комитет Игр совместно с Министерством связи СССР утвердили план выпуска олимпийских почтовых марок и почтовых блоков на период 1976—1980 годов, который включал 73 почтовых марки и 6 почтовых блоков: три марки и один почтовый блок в серии «Олимпийская символика», 40 марок и 5 почтовых блоков с изображением олимпийских видов спорта и 30 марок в серии «Туризм под знаком олимпийских колец». Планировалось выпустить 229,9 млн экземпляров на 64 млн рублей, реально было выпущено на 6,5 млн марок и 3 млн рублей больше. Марки и блоки выпускались с 50-процентной наценкой.

### Список коммеморативных марок СССР
Порядок следования элементов в таблице соответствует номеру по официальному каталогу марок СССР, в скобках приведены номера по каталогу «Михель».
| № по каталогу                                                         | Изображение | Описание и источники | Номинал        | Дата выпуска          | Тираж     | Художник                |
| --------------------------------------------------------------------- | ----------- | --- | -------------- | --------------------- | --------- | ----------------------- |
| (ЦФА [АО «Марка»] № 4426) (Mi #4320) (Mi #4321) (Mi #4322) (Mi #4323) |             | Почтовый блок «Москва — столица Олимпийских Игр».                                                                                                 | 0,10 руб.      | 25 декабря 1974 года  | 1 200 000 | И. Мартынов Н. Черкасов |
| (ЦФА [АО «Марка»] № 4668) (Mi #4563)                                  |             | Почтово-благотворительный выпуск «Игры XXII Олимпиады. Москва-80»: - Передача факела.                                                             | 0,04+0,02 руб. | 28 декабря 1976 года  | 6 500 000 | Н. Литвинов             |
| (ЦФА [АО «Марка»] № 4669) (Mi #4564)                                  |             | Почтово-благотворительный выпуск «Игры XXII Олимпиады. Москва-80»: - Эмблема Игр.                                                                 | 0,10+0,05 руб. | 28 декабря 1976 года  | 5 800 000 | Н. Литвинов             |
| (ЦФА [АО «Марка»] № 4670) (Mi #4565)                                  |             | Почтово-благотворительный выпуск «Игры XXII Олимпиады. Москва-80»: - Эмблема Игр.                                                                 | 0,16+0,06 руб. | 28 декабря 1976 года  | 4 700 000 | Н. Литвинов             |
| (ЦФА [АО «Марка»] № 4671) (Mi #4566)                                  |             | Почтово-благотворительный выпуск «Игры XXII Олимпиады. Москва-80»: - почтовый блок «Москва — организатор Игр XXII Олимпиады».                     | 0,60+0,30 руб. | 28 декабря 1976 года  | 750 000   | Г. Комлев               |
| (ЦФА [АО «Марка»] № 4706) (Mi #4602)                                  |             | Почтово-благотворительный выпуск «Игры XXII Олимпиады. Москва-80»: - Классическая борьба.                                                         | 0,04+0,02 руб. | 21 июня 1977 года     | 6 500 000 | Н. Литвинов             |
| (ЦФА [АО «Марка»] № 4707) (Mi #4603)                                  |             | Почтово-благотворительный выпуск «Игры XXII Олимпиады. Москва-80»: - Вольная борьба.                                                              | 0,06+0,03 руб. | 21 июня 1977 года     | 5 000 000 | Н. Литвинов             |
| (ЦФА [АО «Марка»] № 4708) (Mi #4604)                                  |             | Почтово-благотворительный выпуск «Игры XXII Олимпиады. Москва-80»: - Борьба дзюдо.                                                                | 0,10+0,05 руб. | 21 июня 1977 года     | 5 000 000 | Г. Комлев               |
| (ЦФА [АО «Марка»] № 4709) (Mi #4605)                                  |             | Почтово-благотворительный выпуск «Игры XXII Олимпиады. Москва-80»: - Бокс.                                                                        | 0,16+0,06 руб. | 21 июня 1977 года     | 5 000 000 | Г. Комлев               |
| (ЦФА [АО «Марка»] № 4710) (Mi #4606)                                  |             | Почтово-благотворительный выпуск «Игры XXII Олимпиады. Москва-80»: - Тяжёлая атлетика.                                                            | 0,20+0,10 руб. | 21 июня 1977 года     | 1 200 000 | Н. Литвинов             |
| (ЦФА [АО «Марка»] № 4746) (Mi #4642)                                  |             | Почтово-благотворительный выпуск «Игры XXII Олимпиады. Москва-80»: - Велосипедные гонки.                                                          | 0,04+0,02 руб. | 22 сентября 1977 года | 6 500 000 | Н. Литвинов             |
| (ЦФА [АО «Марка»] № 4747) (Mi #4643)                                  |             | Почтово-благотворительный выпуск «Игры XXII Олимпиады. Москва-80»: - Стрельба из лука.                                                            | 0,06+0,03 руб. | 22 сентября 1977 года | 5 000 000 | Н. Литвинов             |
| (ЦФА [АО «Марка»] № 4748) (Mi #4644)                                  |             | Почтово-благотворительный выпуск «Игры XXII Олимпиады. Москва-80»: - Стрельба.                                                                    | 0,10+0,05 руб. | 22 сентября 1977 года | 5 000 000 | Н. Литвинов             |
| (ЦФА [АО «Марка»] № 4749) (Mi #4645)                                  |             | Почтово-благотворительный выпуск «Игры XXII Олимпиады. Москва-80»: - Конный спорт.                                                                | 0,16+0,06 руб. | 22 сентября 1977 года | 5 000 000 | Н. Литвинов             |
| (ЦФА [АО «Марка»] № 4750) (Mi #4646)                                  |             | Почтово-благотворительный выпуск «Игры XXII Олимпиады. Москва-80»: - Фехтование.                                                                  | 0,20+0,10 руб. | 22 сентября 1977 года | 1 200 000 | Н. Литвинов             |
| (ЦФА [АО «Марка»] № 4751) (Mi #4647)                                  |             | Почтово-благотворительный выпуск «Игры XXII Олимпиады. Москва-80»: - почтовый блок «Пятиборье».                                                   | 0,50+0,25 руб. | 22 сентября 1977 года | 600 000   | Н. Литвинов             |
| (ЦФА [АО «Марка»] № 4790) (Mi #4686)                                  |             | Почтово-благотворительный выпуск «Туризм под знаком Олимпиады в СССР»: - «Туризм по Золотому кольцу»: Суздаль. Герб города.                       | 1,00+0,50 руб. | 30 декабря 1977 года  | 700 000   | Л. Шаров                |
| (ЦФА [АО «Марка»] № 4791) (Mi #4687)                                  |             | Почтово-благотворительный выпуск «Туризм под знаком Олимпиады в СССР»: - «Туризм по Золотому кольцу»: Суздаль. Памятник Д. Пожарскому.            | 1,00+0,50 руб. | 30 декабря 1977 года  | 700 000   | Л. Шаров                |
| (ЦФА [АО «Марка»] № 4792) (Mi #4688)                                  |             | Почтово-благотворительный выпуск «Туризм под знаком Олимпиады в СССР»: - «Туризм по Золотому кольцу»: Владимир. Герб города.                      | 1,00+0,50 руб. | 30 декабря 1977 года  | 700 000   | Л. Шаров                |
| (ЦФА [АО «Марка»] № 4793) (Mi #4689)                                  |             | Почтово-благотворительный выпуск «Туризм под знаком Олимпиады в СССР»: - «Туризм по Золотому кольцу»: Владимир. Мост через Клязьму.               | 1,00+0,50 руб. | 30 декабря 1977 года  | 700 000   | Л. Шаров                |
| (ЦФА [АО «Марка»] № 4794) (Mi #4690)                                  |             | Почтово-благотворительный выпуск «Туризм под знаком Олимпиады в СССР»: - «Туризм по Золотому кольцу»: Иваново. Герб города.                       | 1,00+0,50 руб. | 30 декабря 1977 года  | 700 000   | Л. Шаров                |
| (ЦФА [АО «Марка»] № 4795) (Mi #4691)                                  |             | Почтово-благотворительный выпуск «Туризм под знаком Олимпиады в СССР»: - «Туризм по Золотому кольцу»: Иваново. Монумент борцам революции.         | 1,00+0,50 руб. | 30 декабря 1977 года  | 700 000   | Л. Шаров                |
| (ЦФА [АО «Марка»] № 4811) (Mi #4707)                                  |             | Почтово-благотворительный выпуск «Игры XXII Олимпиады. Москва-80»: - Плавание.                                                                    | 0,04+0,02 руб. | 24 марта 1978 года    | 6 500 000 | Н. Литвинов             |
| (ЦФА [АО «Марка»] № 4812) (Mi #4708)                                  |             | Почтово-благотворительный выпуск «Игры XXII Олимпиады. Москва-80»: - Прыжки в воду.                                                               | 0,06+0,03 руб. | 24 марта 1978 года    | 5 000 000 | Н. Литвинов             |
| (ЦФА [АО «Марка»] № 4813) (Mi #4709)                                  |             | Почтово-благотворительный выпуск «Игры XXII Олимпиады. Москва-80»: - Водное поло.                                                                 | 0,10+0,05 руб. | 24 марта 1978 года    | 5 000 000 | Н. Литвинов             |
| (ЦФА [АО «Марка»] № 4814) (Mi #4710)                                  |             | Почтово-благотворительный выпуск «Игры XXII Олимпиады. Москва-80»: - Гребля на байдарках.                                                         | 0,16+0,06 руб. | 24 марта 1978 года    | 5 000 000 | Н. Литвинов             |
| (ЦФА [АО «Марка»] № 4815) (Mi #4711)                                  |             | Почтово-благотворительный выпуск «Игры XXII Олимпиады. Москва-80»: - Гребля на каноэ.                                                             | 0,20+0,10 руб. | 24 марта 1978 года    | 1 200 000 | Н. Литвинов             |
| (ЦФА [АО «Марка»] № 4816) (Mi #4712)                                  |             | Почтово-благотворительный выпуск «Игры XXII Олимпиады. Москва-80»: - почтовый блок «Академическая гребля».                                        | 0,50+0,25 руб. | 24 марта 1978 года    | 600 000   | Н. Литвинов             |
| (ЦФА [АО «Марка»] № 4898) (Mi #4781)                                  |             | Почтово-благотворительный выпуск «Игры XXII Олимпиады. Парусная регата. Таллин»: - Яхта класса «Звёздный».                                        | 0,04+0,02 руб. | 26 октября 1978 года  | 6 000 000 | Юрий Арцименев          |
| (ЦФА [АО «Марка»] № 4899) (Mi #4782)                                  |             | Почтово-благотворительный выпуск «Игры XXII Олимпиады. Парусная регата. Таллин»: - Яхта-тройка класса «Солинг».                                   | 0,06+0,03 руб. | 26 октября 1978 года  | 6 000 000 | Юрий Арцименев          |
| (ЦФА [АО «Марка»] № 4900) (Mi #4783)                                  |             | Почтово-благотворительный выпуск «Игры XXII Олимпиады. Парусная регата. Таллин»: - Швертбот-двойка класса «470».                                  | 0,10+0,05 руб. | 26 октября 1978 года  | 5 000 000 | Юрий Арцименев          |
| (ЦФА [АО «Марка»] № 4901) (Mi #4784)                                  |             | Почтово-благотворительный выпуск «Игры XXII Олимпиады. Парусная регата. Таллин»: - Швертбот-одиночка класса «Финн».                               | 0,16+0,06 руб. | 26 октября 1978 года  | 4 500 000 | Юрий Арцименев          |
| (ЦФА [АО «Марка»] № 4902) (Mi #4785)                                  |             | Почтово-благотворительный выпуск «Игры XXII Олимпиады. Парусная регата. Таллин»: - Швертбот-двойка класса «Летучий голландец».                    | 0,20+0,10 руб. | 26 октября 1978 года  | 1 200 000 | Юрий Арцименев          |
| (ЦФА [АО «Марка»] № 4903) (Mi #4786)                                  |             | Почтово-благотворительный выпуск «Игры XXII Олимпиады. Парусная регата. Таллин»: - почтовый блок «Регата. Катамаран „Торнадо“».                   | 0,50+0,25 руб. | 26 октября 1978 года  | 600 000   | Юрий Арцименев          |
| (ЦФА [АО «Марка»] № 4905) (Mi #4788)                                  |             | Почтово-благотворительный выпуск «Туризм под знаком Олимпиады в СССР»: - «Туризм по Золотому кольцу»: Загорск. Стены и башни Лавры.               | 1,00+0,50 руб. | 16 ноября 1978 года   | 700 000   | Л. Шаров                |
| (ЦФА [АО «Марка»] № 4906) (Mi #4789)                                  |             | Почтово-благотворительный выпуск «Туризм под знаком Олимпиады в СССР»: - «Туризм по Золотому кольцу»: Загорск. Дворец культуры.                   | 1,00+0,50 руб. | 16 ноября 1978 года   | 700 000   | Л. Шаров                |
| (ЦФА [АО «Марка»] № 4907) (Mi #4790)                                  |             | Почтово-благотворительный выпуск «Туризм под знаком Олимпиады в СССР»: - «Туризм по Золотому кольцу»: Ростов. Вид на Кремль.                      | 1,00+0,50 руб. | 16 ноября 1978 года   | 700 000   | Л. Шаров                |
| (ЦФА [АО «Марка»] № 4908) (Mi #4791)                                  |             | Почтово-благотворительный выпуск «Туризм под знаком Олимпиады в СССР»: - «Туризм по Золотому кольцу»: Ростов. Панорама города.                    | 1,00+0,50 руб. | 16 ноября 1978 года   | 700 000   | Л. Шаров                |
| (ЦФА [АО «Марка»] № 4909) (Mi #4810)                                  |             | Почтово-благотворительный выпуск «Туризм под знаком Олимпиады в СССР»: - «Туризм по Золотому кольцу»: Переславль-Залесский. Памятник А. Невскому. | 1,00+0,50 руб. | 25 декабря 1978 года  | 700 000   | Л. Шаров                |
| (ЦФА [АО «Марка»] № 4910) (Mi #4811)                                  |             | Почтово-благотворительный выпуск «Туризм под знаком Олимпиады в СССР»: - «Туризм по Золотому кольцу»: Переславль-Залесский. Памятник Петру I.     | 1,00+0,50 руб. | 25 декабря 1978 года  | 700 000   | Л. Шаров                |
| (ЦФА [АО «Марка»] № 4911) (Mi #4812)                                  |             | Почтово-благотворительный выпуск «Туризм под знаком Олимпиады в СССР»: - «Туризм по Золотому кольцу»: Ярославль. Панорама города.                 | 1,00+0,50 руб. | 25 декабря 1978 года  | 700 000   | Л. Шаров                |
| (ЦФА [АО «Марка»] № 4912) (Mi #4813)                                  |             | Почтово-благотворительный выпуск «Туризм под знаком Олимпиады в СССР»: - «Туризм по Золотому кольцу»: Ярославль. Спасо-Преображенский монастырь.  | 1,00+0,50 руб. | 25 декабря 1978 года  | 700 000   | Л. Шаров                |
| (ЦФА [АО «Марка»] № 4947) (Mi #4830)                                  |             | Почтово-благотворительный выпуск «Игры XXII Олимпиады. Москва-80»: - Спортивная гимнастика. Вольные упражнения.                                   | 0,04+0,02 руб. | 21 марта 1979 года    | 6 000 000 | Н. Литвинов             |
| (ЦФА [АО «Марка»] № 4948) (Mi #4831)                                  |             | Почтово-благотворительный выпуск «Игры XXII Олимпиады. Москва-80»: - Спортивная гимнастика. Параллельные брусья.                                  | 0,06+0,03 руб. | 21 марта 1979 года    | 6 000 000 | Н. Литвинов             |
| (ЦФА [АО «Марка»] № 4949) (Mi #4832)                                  |             | Почтово-благотворительный выпуск «Игры XXII Олимпиады. Москва-80»: - Спортивная гимнастика. Перекладина.                                          | 0,10+0,05 руб. | 21 марта 1979 года    | 5 000 000 | Н. Литвинов             |
| (ЦФА [АО «Марка»] № 4950) (Mi #4833)                                  |             | Почтово-благотворительный выпуск «Игры XXII Олимпиады. Москва-80»: - Спортивная гимнастика. Упражнения на бревне.                                 | 0,16+0,06 руб. | 21 марта 1979 года    | 4 500 000 | Н. Литвинов             |
| (ЦФА [АО «Марка»] № 4951) (Mi #4834)                                  |             | Почтово-благотворительный выпуск «Игры XXII Олимпиады. Москва-80»: - Спортивная гимнастика. Разновысокие брусья.                                  | 0,20+0,10 руб. | 21 марта 1979 года    | 1 200 000 | Н. Литвинов             |
| (ЦФА [АО «Марка»] № 4952) (Mi #4835)                                  |             | Почтово-благотворительный выпуск «Игры XXII Олимпиады. Москва-80»: - почтовый блок «Упражнение на кольцах».                                       | 0,50+0,25 руб. | 21 марта 1979 года    | 700 000   | Н. Литвинов             |
| (ЦФА [АО «Марка»] № 4974) (Mi #4856)                                  |             | Почтово-благотворительный выпуск «Игры XXII Олимпиады. Москва-80»: - Футбол.                                                                      | 0,04+0,02 руб. | 20 июня 1979 года     | 6 000 000 | Н. Литвинов             |
| (ЦФА [АО «Марка»] № 4975) (Mi #4857)                                  |             | Почтово-благотворительный выпуск «Игры XXII Олимпиады. Москва-80»: - Баскетбол.                                                                   | 0,06+0,03 руб. | 20 июня 1979 года     | 6 000 000 | Н. Литвинов             |
| (ЦФА [АО «Марка»] № 4976) (Mi #4858)                                  |             | Почтово-благотворительный выпуск «Игры XXII Олимпиады. Москва-80»: - Волейбол.                                                                    | 0,10+0,50 руб. | 20 июня 1979 года     | 5 000 000 | Н. Литвинов             |
| (ЦФА [АО «Марка»] № 4977) (Mi #4859)                                  |             | Почтово-благотворительный выпуск «Игры XXII Олимпиады. Москва-80»: - Ручной мяч.                                                                  | 0,16+0,06 руб. | 20 июня 1979 года     | 4 500 000 | Н. Литвинов             |
| (ЦФА [АО «Марка»] № 4978) (Mi #4860)                                  |             | Почтово-благотворительный выпуск «Игры XXII Олимпиады. Москва-80»: - Хоккей на траве.                                                             | 0,20+0,10 руб. | 20 июня 1979 года     | 1 200 000 | Н. Литвинов             |
| (ЦФА [АО «Марка»] № 4990) (Mi #4875)                                  |             | Почтово-благотворительный выпуск «Туризм под знаком Олимпиады в СССР»: - Ташкент. Монумент «Мужество».                                            | 1,00+0,50 руб. | 5 сентября 1979 года  | 700 000   | Л. Шаров                |
| (ЦФА [АО «Марка»] № 4991) (Mi #4874)                                  |             | Почтово-благотворительный выпуск «Туризм под знаком Олимпиады в СССР»: - Самарканд. Медресе Шер-Дор.                                              | 1,00+0,50 руб. | 5 сентября 1979 года  | 700 000   | Л. Шаров                |
| (ЦФА [АО «Марка»] № 4992) (Mi #4873)                                  |             | Почтово-благотворительный выпуск «Туризм под знаком Олимпиады в СССР»: - Тбилиси. Скульптура «Муза».                                              | 1,00+0,50 руб. | 5 сентября 1979 года  | 700 000   | Л. Шаров                |
| (ЦФА [АО «Марка»] № 4993) (Mi #4872)                                  |             | Почтово-благотворительный выпуск «Туризм под знаком Олимпиады в СССР»: - Тбилиси. Крепость Нарикала.                                              | 1,00+0,50 руб. | 5 сентября 1979 года  | 700 000   | Л. Шаров                |
| (ЦФА [АО «Марка»] № 4994) (Mi #4876)                                  |             | Почтово-благотворительный выпуск «Туризм под знаком Олимпиады в СССР»: - Ереван — крепость Эребуни. Бронзовый грифон.                             | 1,00+0,50 руб. | 10 октября 1979 года  | 700 000   | Л. Шаров                |
| (ЦФА [АО «Марка»] № 4995) (Mi #4877)                                  |             | Почтово-благотворительный выпуск «Туризм под знаком Олимпиады в СССР»: - Ереван. Театр оперы и балета им. А. Спендиарова.                         | 1,00+0,50 руб. | 10 октября 1979 года  | 700 000   | Л. Шаров                |
| (ЦФА [АО «Марка»] № 5016) (Mi #4898)                                  |             | Новогодняя марка «С Новым, 1980 годом!»: - Олимпийский Мишка.                                                                                     | 0,04 руб.      | 28 ноября 1979 года   | 7 000 000 | Т. Панченко             |
| (ЦФА [АО «Марка»] № 5039) (Mi #4921)                                  |             | Почтово-благотворительный выпуск «Игры XXII Олимпиады. Москва-80» (I выпуск): - Спринтерский бег.                                                 | 0,04+0,02 руб. | 6 февраля 1980 года   | 6 000 000 | Н. Литвинов             |
| (ЦФА [АО «Марка»] № 5040) (Mi #4922)                                  |             | Почтово-благотворительный выпуск «Игры XXII Олимпиады. Москва-80» (I выпуск): - Бег с барьерами.                                                  | 0,06+0,03 руб. | 6 февраля 1980 года   | 6 000 000 | Н. Литвинов             |
| (ЦФА [АО «Марка»] № 5041) (Mi #4923)                                  |             | Почтово-благотворительный выпуск «Игры XXII Олимпиады. Москва-80» (I выпуск): - Спортивная ходьба.                                                | 0,10+0,05 руб. | 6 февраля 1980 года   | 5 000 000 | Н. Литвинов             |
| (ЦФА [АО «Марка»] № 5042) (Mi #4924)                                  |             | Почтово-благотворительный выпуск «Игры XXII Олимпиады. Москва-80» (I выпуск): - Прыжки в высоту.                                                  | 0,16+0,06 руб. | 6 февраля 1980 года   | 4 500 000 | Н. Литвинов             |
| (ЦФА [АО «Марка»] № 5043) (Mi #4925)                                  |             | Почтово-благотворительный выпуск «Игры XXII Олимпиады. Москва-80» (I выпуск): - Прыжки в длину.                                                   | 0,20+0,10 руб. | 6 февраля 1980 года   | 1 200 000 | Н. Литвинов             |
| (ЦФА [АО «Марка»] № 5044) (Mi #4932)                                  |             | Почтово-благотворительный выпуск «Игры XXII Олимпиады. Москва-80» (II выпуск): - Прыжки с шестом.                                                 | 0,04+0,02 руб. | 12 марта 1980 года    | 6 000 000 | Н. Литвинов             |
| (ЦФА [АО «Марка»] № 5045) (Mi #4933)                                  |             | Почтово-благотворительный выпуск «Игры XXII Олимпиады. Москва-80» (II выпуск): - Метание диска.                                                   | 0,06+0,03 руб. | 12 марта 1980 года    | 6 000 000 | Н. Литвинов             |
| (ЦФА [АО «Марка»] № 5046) (Mi #4934)                                  |             | Почтово-благотворительный выпуск «Игры XXII Олимпиады. Москва-80» (II выпуск): - Метание копья.                                                   | 0,10+0,05 руб. | 12 марта 1980 года    | 5 000 000 | Н. Литвинов             |
| (ЦФА [АО «Марка»] № 5047) (Mi #4935)                                  |             | Почтово-благотворительный выпуск «Игры XXII Олимпиады. Москва-80» (II выпуск): - Метание молота.                                                  | 0,16+0,06 руб. | 12 марта 1980 года    | 4 500 000 | Н. Литвинов             |
| (ЦФА [АО «Марка»] № 5048) (Mi #4936)                                  |             | Почтово-благотворительный выпуск «Игры XXII Олимпиады. Москва-80» (II выпуск): - Толкание ядра.                                                   | 0,20+0,10 руб. | 12 марта 1980 года    | 1 200 000 | Н. Литвинов             |
| (ЦФА [АО «Марка»] № 5049) (Mi #4937)                                  |             | Почтово-благотворительный выпуск «Игры XXII Олимпиады. Москва-80»: - почтовый блок «Эстафетный бег».                                              | 0,50+0,25 руб. | 12 марта 1980 года    | 700 000   | Н. Литвинов             |
| (ЦФА [АО «Марка»] № 5051) (Mi #4927)                                  |             | Почтово-благотворительный выпуск «Туризм под знаком Олимпиады в СССР»: - Москва. Кремль.                                                          | 1,00+0,50 руб. | 27 февраля 1980 года  | 700 000   | Л. Шаров                |
| (ЦФА [АО «Марка»] № 5052) (Mi #4928)                                  |             | Почтово-благотворительный выпуск «Туризм под знаком Олимпиады в СССР»: - Москва. Проспект Калинина.                                               | 1,00+0,50 руб. | 27 февраля 1980 года  | 700 000   | Л. Шаров                |
| (ЦФА [АО «Марка»] № 5053) (Mi #4940)                                  |             | Почтово-благотворительный выпуск «Туризм под знаком Олимпиады в СССР»: - Ленинград. Здание адмиралтейства.                                        | 1,00+0,50 руб. | 25 марта 1980 года    | 700 000   | Л. Шаров                |
| (ЦФА [АО «Марка»] № 5054) (Mi #4941)                                  |             | Почтово-благотворительный выпуск «Туризм под знаком Олимпиады в СССР»: - Ленинград. Памятник защитникам города.                                   | 1,00+0,50 руб. | 25 марта 1980 года    | 700 000   | Л. Шаров                |
| (ЦФА [АО «Марка»] № 5055) (Mi #4949)                                  |             | Почтово-благотворительный выпуск «Туризм под знаком Олимпиады в СССР»: - Киев. Памятник Богдану Хмельницкому.                                     | 1,00+0,50 руб. | 30 апреля 1980 года   | 700 000   | Л. Шаров                |
| (ЦФА [АО «Марка»] № 5056) (Mi #4950)                                  |             | Почтово-благотворительный выпуск «Туризм под знаком Олимпиады в СССР»: - Киев. Метромост через Днепр.                                             | 1,00+0,50 руб. | 30 апреля 1980 года   | 700 000   | Л. Шаров                |
| (ЦФА [АО «Марка»] № 5057) (Mi #4951)                                  |             | Почтово-благотворительный выпуск «Туризм под знаком Олимпиады в СССР»: - Минск. Дворец спорта.                                                    | 1,00+0,50 руб. | 30 апреля 1980 года   | 700 000   | Л. Шаров                |
| (ЦФА [АО «Марка»] № 5058) (Mi #4952)                                  |             | Почтово-благотворительный выпуск «Туризм под знаком Олимпиады в СССР»: - Минск. Дом Кино Союза кинематографистов БССР.                            | 1,00+0,50 руб. | 30 апреля 1980 года   | 700 000   | Л. Шаров                |
| (ЦФА [АО «Марка»] № 5059) (Mi #4953)                                  |             | Почтово-благотворительный выпуск «Туризм под знаком Олимпиады в СССР»: - Таллин. Старый город (Церковь Святого Олафа).                            | 1,00+0,50 руб. | 30 апреля 1980 года   | 700 000   | Л. Шаров                |
| (ЦФА [АО «Марка»] № 5060) (Mi #4954)                                  |             | Почтово-благотворительный выпуск «Туризм под знаком Олимпиады в СССР»: - Таллин. Гостиница «Виру».                                                | 1,00+0,50 руб. | 30 апреля 1980 года   | 700 000   | Л. Шаров                |
| (ЦФА [АО «Марка»] № 5126) (Mi #5008)                                  |             | Почтовый блок «Успешное завершение Игр XXII Олимпиады в Москве»: - «Эстафета Олимпийского Огня».                                                  | 1,00 руб.      | 21 ноября 1980 года   | 700 000   | Юрий Левиновский        |

В Советском Союзе были изданы многие другие филателистические материалы, тематика которых была посвящена московской Олимпиаде. Министерство связи СССР выпустило 7,8 млн конвертов 50 наименований, 7,8 млн открыток 13 наименований, 5,2 млн конвертов первого дня 56 наименований, 70 тыс. почтовых карточек с оригинальной маркой 14 наименований.

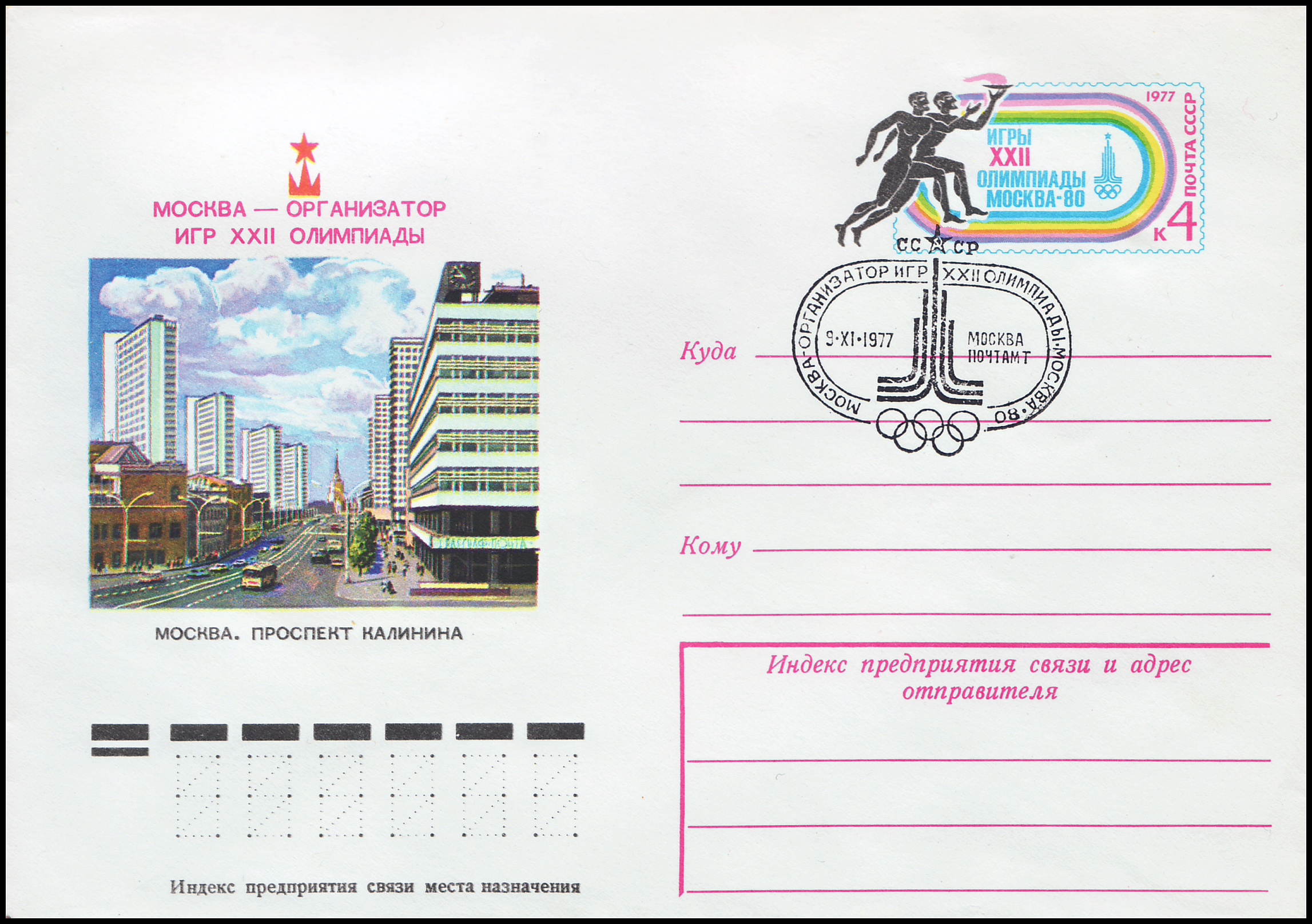
Конверт с оригинальной маркой «Москва — организатор игр XXII Олимпиады», СССР, 1977 (СК #36). Художники Г. Комлев, И. Филиппов. Спецгашение: Москва, Почтамт, 09.11.1977
Советская односторонняя почтовая карточка с оригинальной маркой, выпущенная в 1978 году и погашенная специальным почтовым штемпелем 3 августа 1980 года — в день закрытия Летних Олимпийских игр в Москве
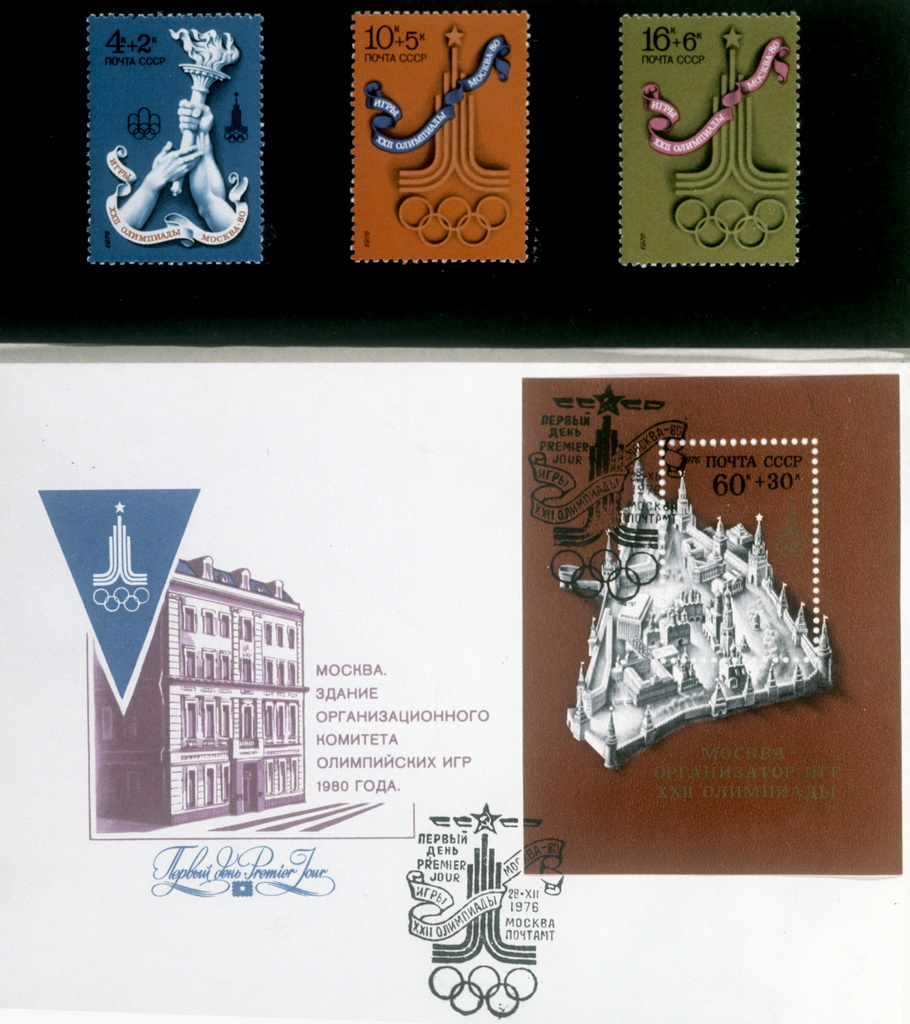
Марки и блок на конверте первого дня, посвящённые Играм в Москве

Советские почтовые марки, посвящённые Олимпиаде-80 входили в экспозиции филателистических выставок, проводившихся с 1977 по 1980 год. На международной выставке во Франкфурте-на-Майне в 1978 году проводилось спецгашение советских марок, а Валерий Борзов и Людмила Турищева ставили на конвертах автографы. В международной филателистической выставке в Эссене в 1978 году участвовали Лев Яшин, Борис Майоров и Александр Зайцев, которые рассказали о подготовке к Олимпиаде, развитии спорта в СССР и международных связях советских спортсменов.

## Выпуски других стран
Тему Московской Олимпиады открыла почтовая служба Австрии, выпустившая конверт и штемпель, посвященные 75-й сессии МОК, проходившей в Вене 22 октября 1974 года. Именно там Москва была выбрана столицей Игр XXII Олимпиады 1980 года.
В 1976 году Боливия и Парагвай выпустили беззубцовый почтовый блок и два почтовых блока, на которых была изображена эмблема 75 сессии МОК.
В Мадриде 15—23 марта 1980 года проходила II филателистическая выставка, посвящённая спорту. На ней демонстрировалась блоки, где сверху в углу печатались логотипы летней и зимней Олимпиад 1980 года.
К началу Олимпиады многие страны выпускали свои марки и блоки. Среди них: Алжир, Андорра, Антигуа и Барбуда, Афганистан, Белиз, Бельгия, Бенин, Бразилия, Верхняя Вольта, Гвинея, Замбия, Индия, Ирак, Испания, Йемен, Камерун, Кипр, Конго, Кот-д’Ивуар, Кувейт, Лесото, Ливия, Мавритания, Мадагаскар, Мали, Мозамбик, Нигер, Нигерия, Никарагуа, Панама, Парагвай, Руанда, Сан-Марино, Сан-Томе и Принсипи, Сейшельские Острова, Сенегал, Сирия, Суринам, Танзания, Того, Тринидад и Тобаго, ФРГ, Центральноафриканская Республика, Чад, Эквадор, Эфиопия, Ямайка, Уругвай, Боливия. Отдельно можно отметить спортивный блок марок Западного Берлина.
Социалистические страны отозвались на проведение Олимпиады-80 самым активным образом. Были выпущены почтовые блоки ГДР, Венгрии, Габона, Монголии, Вьетнама, Китая, Польши. Самое большое количество почтовых марок выпустила Болгария, где в 1979 году вышло 6 серий, состоящих из 6 марок и блока.
Разнообразной и многочисленной была филателистическая продукция КНДР к Олимпиаде-80, состоявшая из 5 серий: 
- 6 марок, почтовый блок и малый лист, посвящённые конному спорту (1 апреля 1978);
- 5 марок, почтовый блок и малый лист с видами спорта (1 июля 1979);
- 7 марок, почтовый блок и  малый лист с видами спорта (5 августа 1979);
- 6 марок, почтовый блок и малый лист с олимпийскими пиктограммами (5 сентября 1979);
- 7 марок, 2 почтовых блока и малый лист с победителями Олимпиады-80 в разных видах спорта (20 октября 1980).

В 2000 году почта России выпустила почтовую марку из серии «Россия. XX век. Спорт», посвящённую летней Олимпиаде-80. На марке работы С. Сухарева изображены олимпийская медаль, олимпийский стадион с чашей олимпийского огня и улетающий на воздушных шариках в небо олимпийский символ Миша — один из самых запоминающихся моментов церемонии закрытия этой олимпиады.

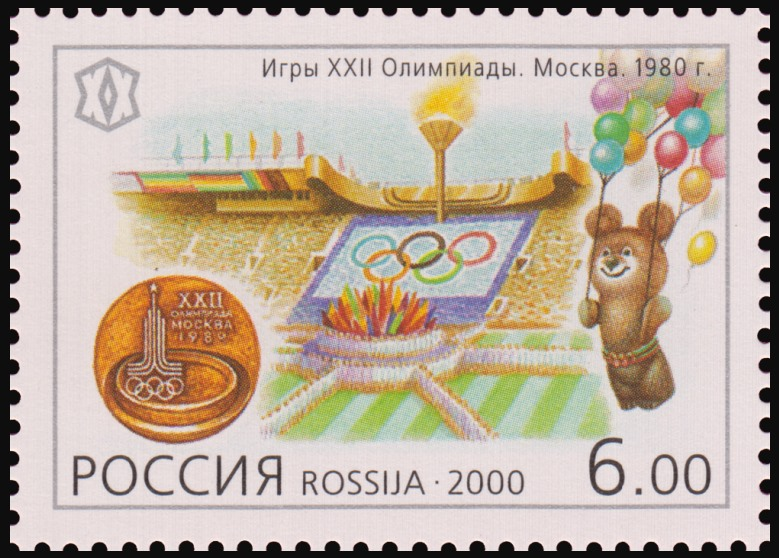
Россия. Игры XXII Олимпиады

## Комментарии
1. ↑  Ниже приведён перечень памятных художественных марок (с возможностью сортировки по номиналу, тиражу и дате введения в обращение).
2. ↑  Почтовый блок 95×75 мм «Москва — столица XXII летних Олимпийских игр 1980 года». В блоке четыре многоцветные марки со спортивными сюжетами: на марке  (Mi #4320) — гимнастка, на марке  (Mi #4321) — бегуны, на марке  (Mi #4322) — футбол, на марке  (Mi #4323) — гребля. Глубокая печать на мелованной бумаге, перфорирована: комбинированная рамочная зубцовка 12:11½ (на каждые 2 сантиметра края марки приходится 12:11½ зубцов)[3][12][13].
3. ↑  Почтово-благотоворительный выпуск Игры XXII Олимпиады. Москва-80. На марке  (ЦФА [АО «Марка»] № 4668) — передача факела, многоцветная. Офсетная печать, перфорирована: рамочная зубцовка 11½ (на каждые 2 сантиметра края марки приходится 11½ зубцов). В марочных листах 36 (6×6) марок[4][15][16].
4. ↑  Почтово-благотоворительный выпуск Игры XXII Олимпиады. Москва-80. На марке  (ЦФА [АО «Марка»] № 4669) — эмблема Игр, многоцветная. Офсетная печать, перфорирована: рамочная зубцовка 11½ (на каждые 2 сантиметра края марки приходится 11½ зубцов). В марочных листах 36 (6×6) марок[4][15][16].
5. ↑  Почтово-благотоворительный выпуск Игры XXII Олимпиады. Москва-80. На марке  (ЦФА [АО «Марка»] № 4670) — эмблема Игр, многоцветная. Офсетная печать, перфорирована: рамочная зубцовка 11½ (на каждые 2 сантиметра края марки приходится 11½ зубцов). В марочных листах 36 (6×6) марок[4][15][16].
6. ↑  Почтово-благотоворительный выпуск Игры XXII Олимпиады. Москва-80, почтовый блок 62×85 мм «Москва — организатор Игр XXII Олимпиады». На марке  (ЦФА [АО «Марка»] № 4671) — макет Московского Кремля, многоцветная. Глубокая печать на мелованной бумаге, перфорирована: комбинированная рамочная зубцовка 11½:12 (на каждые 2 сантиметра края марки приходится 11½:12 зубцов)[4][15][16].
7. ↑  Почтово-благотоворительный выпуск Игры XXII Олимпиады. Москва-80. На марке  (ЦФА [АО «Марка»] № 4706) — классическая борьба, многоцветная. Офсетная печать, перфорирована: комбинированная гребенчатая зубцовка 12½:12 (на каждые 2 сантиметра края марки приходится 12½:12 зубцов). В марочных листах 36 (6×6) и малые листы (кляйнбогены) по 20 (4×5) марок[5][15][18].
8. ↑  Почтово-благотоворительный выпуск Игры XXII Олимпиады. Москва-80. На марке  (ЦФА [АО «Марка»] № 4707) — вольная борьба, многоцветная. Офсетная печать, перфорирована: комбинированная гребенчатая зубцовка 12½:12 (на каждые 2 сантиметра края марки приходится 12½:12 зубцов). В марочных листах 36 (6×6) и малые листы (кляйнбогены) по 20 (4×5) марок[5][15][18].
9. ↑  Почтово-благотоворительный выпуск Игры XXII Олимпиады. Москва-80. На марке  (ЦФА [АО «Марка»] № 4708) — борьба дзюдо, многоцветная. Офсетная печать, перфорирована: комбинированная гребенчатая зубцовка 12½:12 (на каждые 2 сантиметра края марки приходится 12½:12 зубцов). В марочных листах 36 (6×6) и малые листы (кляйнбогены) по 20 (4×5) марок[5][15][18].
10. ↑  Почтово-благотоворительный выпуск Игры XXII Олимпиады. Москва-80. На марке  (ЦФА [АО «Марка»] № 4709) — бокс многоцветная. Офсетная печать, перфорирована: комбинированная гребенчатая зубцовка 12½:12 (на каждые 2 сантиметра края марки приходится 12½:12 зубцов). В марочных листах 36 (6×6) и малые листы (кляйнбогены) по 20 (4×5) марок[5][15][18].
11. ↑  Почтово-благотоворительный выпуск Игры XXII Олимпиады. Москва-80. На марке  (ЦФА [АО «Марка»] № 4710) — тяжёлая атлетика. Штангист, многоцветная. Офсетная печать, перфорирована: комбинированная гребенчатая зубцовка 12½:12 (на каждые 2 сантиметра края марки приходится 12½:12 зубцов). В марочных листах 36 (6×6) и малые листы (кляйнбогены) по 20 (4×5) марок[5][15][18].
12. ↑  Почтово-благотоворительный выпуск Игры XXII Олимпиады. Москва-80. На марке  (ЦФА [АО «Марка»] № 4746) — велосипедные гонки, многоцветная. Офсетная печать, перфорирована: комбинированная гребенчатая зубцовка 12½:12 (на каждые 2 сантиметра края марки приходится 12½:12 зубцов). В марочных листах 36 (6×6) и малые листы (кляйнбогены) по 20 (4×5) марок[5][20][21].
13. ↑  Почтово-благотоворительный выпуск Игры XXII Олимпиады. Москва-80. На марке  (ЦФА [АО «Марка»] № 4747) — стрельба из лука, многоцветная. Офсетная печать, перфорирована: комбинированная гребенчатая зубцовка 12:12½ (на каждые 2 сантиметра края марки приходится 12:12½ зубцов). В марочных листах 36 (6×6) и малые листы (кляйнбогены) по 20 (5×4) марок[5][20][21].
14. ↑  Почтово-благотоворительный выпуск Игры XXII Олимпиады. Москва-80. На марке  (ЦФА [АО «Марка»] № 4748) — стрельба, многоцветная. Офсетная печать, перфорирована: комбинированная гребенчатая зубцовка 12½:12 (на каждые 2 сантиметра края марки приходится 12½:12 зубцов). В марочных листах 36 (6×6) и малые листы (кляйнбогены) по 20 (4×5) марок[5][20][21].
15. ↑  Почтово-благотоворительный выпуск Игры XXII Олимпиады. Москва-80. На марке  (ЦФА [АО «Марка»] № 4749) — конный спорт, серо-чёрная, оливковая. Офсетная печать, перфорирована: комбинированная гребенчатая зубцовка 12½:12 (на каждые 2 сантиметра края марки приходится 12½:12 зубцов). В марочных листах 36 (6×6) и малые листы (кляйнбогены) по 20 (4×5) марок[5][20][21].
16. ↑  Почтово-благотоворительный выпуск Игры XXII Олимпиады. Москва-80. На марке  (ЦФА [АО «Марка»] № 4750) — фехтование, многоцветная. Офсетная печать, перфорирована: комбинированная гребенчатая зубцовка 12½:12 (на каждые 2 сантиметра края марки приходится 12½:12 зубцов). В марочных листах 36 (6×6) и малые листы (кляйнбогены) по 20 (4×5) марок[5][20][21].
17. ↑  Почтово-благотоворительный выпуск Игры XXII Олимпиады. Москва-80, номерной почтовый блок 90×70 мм «Летние виды спорта, пятиборье», серый, чёрный, бирюзовый.  (ЦФА [АО «Марка»] № 4751А) — без номера с надпечаткой «ПОГАШЕНО». Офсетная печать, перфорирована: комбинированная рамочная зубцовка 12½:12 (на каждые 2 сантиметра края марки приходится 12½:12 зубцов)[5][22][21].
18. ↑  Почтово-благотоворительный выпуск «Туризм под знаком Олимпиады в СССР»: «Туризм по Золотому кольцу». На марке  (ЦФА [АО «Марка»] № 4790) — Суздаль. Герб города, многоцветная. Глубокая печать в сочетании с металлографией, перфорирована: комбинированная рамочная зубцовка 11½:12 (на каждые 2 сантиметра края марки приходится 11½:12 зубцов). В марочных листах 25 (5×5) и малые листы (кляйнбогены) по 16 (4×4) марок[5][22][23].
19. ↑  Почтово-благотоворительный выпуск «Туризм под знаком Олимпиады в СССР»: «Туризм по Золотому кольцу». На марке  (ЦФА [АО «Марка»] № 4791) — Суздаль. Памятник Д. Пожарскому, многоцветная. Глубокая печать в сочетании с металлографией, перфорирована: комбинированная рамочная зубцовка 11½:12 (на каждые 2 сантиметра края марки приходится 11½:12 зубцов). В марочных листах 25 (5×5) и малые листы (кляйнбогены) по 16 (4×4) марок[5][22][23].
20. ↑  Почтово-благотоворительный выпуск «Туризм под знаком Олимпиады в СССР»: «Туризм по Золотому кольцу». На марке  (ЦФА [АО «Марка»] № 4792) — Владимир. Герб города, многоцветная. Глубокая печать в сочетании с металлографией, перфорирована: комбинированная рамочная зубцовка 11½:12 (на каждые 2 сантиметра края марки приходится 11½:12 зубцов). В марочных листах 25 (5×5) и малые листы (кляйнбогены) по 16 (4×4) марок[5][22][23].
21. ↑  Почтово-благотоворительный выпуск «Туризм под знаком Олимпиады в СССР»: «Туризм по Золотому кольцу». На марке  (ЦФА [АО «Марка»] № 4793) — Владимир. Мост через Клязьму, многоцветная. Глубокая печать в сочетании с металлографией, перфорирована: комбинированная рамочная зубцовка 11½:12 (на каждые 2 сантиметра края марки приходится 11½:12 зубцов). В марочных листах 25 (5×5) и малые листы (кляйнбогены) по 16 (4×4) марок[5][22][23].
22. ↑  Почтово-благотоворительный выпуск «Туризм под знаком Олимпиады в СССР»: «Туризм по Золотому кольцу». На марке  (ЦФА [АО «Марка»] № 4794) — Иваново. Герб города, многоцветная. Глубокая печать в сочетании с металлографией, перфорирована: комбинированная рамочная зубцовка 11½:12 (на каждые 2 сантиметра края марки приходится 11½:12 зубцов). В марочных листах 25 (5×5) и малые листы (кляйнбогены) по 16 (4×4) марок[5][22][23].
23. ↑  Почтово-благотоворительный выпуск «Туризм под знаком Олимпиады в СССР»: «Туризм по Золотому кольцу». На марке  (ЦФА [АО «Марка»] № 4795) — Иваново. Монумент борцам революции, многоцветная. Глубокая печать в сочетании с металлографией, перфорирована: комбинированная рамочная зубцовка 11½:12 (на каждые 2 сантиметра края марки приходится 11½:12 зубцов). В марочных листах 25 (5×5) и малые листы (кляйнбогены) по 16 (4×4) марок[5][22][23].
24. ↑  Почтово-благотоворительный выпуск Игры XXII Олимпиады. Москва-80. На марке  (ЦФА [АО «Марка»] № 4811) — плавание, многоцветная. Офсетная печать, перфорирована: комбинированная гребенчатая зубцовка 12½:12 (на каждые 2 сантиметра края марки приходится 12½:12 зубцов). В марочных листах 36 (6×6) и малые листы (кляйнбогены) по 20 (4×5) марок[6][22][24].
25. ↑  Почтово-благотоворительный выпуск Игры XXII Олимпиады. Москва-80. На марке  (ЦФА [АО «Марка»] № 4812) — прыжки в воду, многоцветная. Офсетная печать, перфорирована: комбинированная гребенчатая зубцовка 12:12½ (на каждые 2 сантиметра края марки приходится 12:12½ зубцов). В марочных листах 36 (6×6) и малые листы (кляйнбогены) по 20 (5×4) марок[6][22][24].
26. ↑  Почтово-благотоворительный выпуск Игры XXII Олимпиады. Москва-80. На марке  (ЦФА [АО «Марка»] № 4813) — водное поло, многоцветная. Офсетная печать, перфорирована: комбинированная гребенчатая зубцовка 12½:12 (на каждые 2 сантиметра края марки приходится 12½:12 зубцов). В марочных листах 36 (6×6) и малые листы (кляйнбогены) по 20 (4×5) марок[6][22][24].
27. ↑  Почтово-благотоворительный выпуск Игры XXII Олимпиады. Москва-80. На марке  (ЦФА [АО «Марка»] № 4814) — гребля на байдарках, многоцветная. Офсетная печать, перфорирована: комбинированная гребенчатая зубцовка 12½:12 (на каждые 2 сантиметра края марки приходится 12½:12 зубцов). В марочных листах 36 (6×6) и малые листы (кляйнбогены) по 20 (4×5) марок[6][22][24].
28. ↑  Почтово-благотоворительный выпуск Игры XXII Олимпиады. Москва-80. На марке  (ЦФА [АО «Марка»] № 4815) — гребля на каноэ, многоцветная. Офсетная печать, перфорирована: комбинированная гребенчатая зубцовка 12½:12 (на каждые 2 сантиметра края марки приходится 12½:12 зубцов). В марочных листах 36 (6×6) и малые листы (кляйнбогены) по 20 (4×5) марок[6][22][24].
29. ↑  Почтово-благотоворительный выпуск Игры XXII Олимпиады. Москва-80, номерной почтовый блок 90×70 мм «Академическая гребля», серый, чёрный, оливково-зелёный.  (ЦФА [АО «Марка»] № 4816А) — без номера с надпечаткой «ПОГАШЕНО». Офсетная печать, перфорирована: рамочная зубцовка 12½ (на каждые 2 сантиметра края марки приходится 12½ зубцов)[6][22][24].
30. ↑  Почтово-благотоворительный выпуск Игры XXII Олимпиады. Москва-80. На марке  (ЦФА [АО «Марка»] № 4898) — килевая яхта класса «Звёздный», многоцветная. Офсетная печать на мелованной бумаге, перфорирована: комбинированная гребенчатая зубцовка 12:12½ (на каждые 2 сантиметра края марки приходится 12:12½ зубцов). В марочных листах 36 (6×6) и малые листы (кляйнбогены) по 20 (5×4) марок[6][26][27].
31. ↑  Почтово-благотоворительный выпуск Игры XXII Олимпиады. Москва-80. На марке  (ЦФА [АО «Марка»] № 4899) — килевая яхта класса «Солинг», экипаж три человека, многоцветная. Офсетная печать на мелованной бумаге, перфорирована: комбинированная гребенчатая зубцовка 12:12½ (на каждые 2 сантиметра края марки приходится 12:12½ зубцов). В марочных листах 36 (6×6) и малые листы (кляйнбогены) по 20 (5×4) марок[6][26][27].
32. ↑  Почтово-благотоворительный выпуск Игры XXII Олимпиады. Москва-80. На марке  (ЦФА [АО «Марка»] № 4900) — швертбот-двойка (экипаж два человека) класса «470», многоцветная. Офсетная печать на мелованной бумаге, перфорирована: комбинированная гребенчатая зубцовка 12:12½ (на каждые 2 сантиметра края марки приходится 12:12½ зубцов). В марочных листах 36 (6×6) и малые листы (кляйнбогены) по 20 (5×4) марок[6][26][27].
33. ↑  Почтово-благотоворительный выпуск Игры XXII Олимпиады. Москва-80. На марке  (ЦФА [АО «Марка»] № 4901) — швертбот-одиночка класса «Финн», многоцветная. Офсетная печать на мелованной бумаге, перфорирована: комбинированная гребенчатая зубцовка 12:12½ (на каждые 2 сантиметра края марки приходится 12:12½ зубцов). В марочных листах 36 (6×6) и малые листы (кляйнбогены) по 20 (5×4) марок[6][26][27].
34. ↑  Почтово-благотоворительный выпуск Игры XXII Олимпиады. Москва-80. На марке  (ЦФА [АО «Марка»] № 4902) —  один из наиболее быстрых 20-футовых высокоскоростных гоночных швертботов (экипаж два человека) класса «Летучий голландец», многоцветная. Офсетная печать на мелованной бумаге, перфорирована: комбинированная гребенчатая зубцовка 12:12½ (на каждые 2 сантиметра края марки приходится 12:12½ зубцов). В марочных листах 36 (6×6) и малые листы (кляйнбогены) по 20 (5×4) марок[6][26][27].
35. ↑  Почтово-благотоворительный выпуск Игры XXII Олимпиады. Москва-80, номерной почтовый блок 70×95 мм «Регата. Катамаран Торнадо», многоцветный.  (ЦФА [АО «Марка»] № 4903А) — без номера с надпечаткой «ПОГАШЕНО». Офсетная печать, перфорирована: комбинированная рамочная зубцовка 12½:12 (на каждые 2 сантиметра края марки приходится 12½:12 зубцов)[6][28][27].
36. ↑  Почтово-благотоворительный выпуск «Туризм под знаком Олимпиады в СССР»: «Туризм по Золотому кольцу». На марке  (ЦФА [АО «Марка»] № 4905) — Загорск. Стены и башни Лавры, многоцветная. Глубокая печать в сочетании с металлографией, перфорирована: комбинированная рамочная зубцовка 12:11½ (на каждые 2 сантиметра края марки приходится 12:11½ зубцов). В марочных листах 25 (5×5) и малые листы (кляйнбогены) по 16 (4×4) марок[6][28][29].
37. ↑  Почтово-благотоворительный выпуск «Туризм под знаком Олимпиады в СССР»: «Туризм по Золотому кольцу». На марке  (ЦФА [АО «Марка»] № 4906) — Загорск. Дворец культуры, многоцветная. Глубокая печать в сочетании с металлографией, перфорирована: комбинированная рамочная зубцовка 12:11½ (на каждые 2 сантиметра края марки приходится 12:11½ зубцов). В марочных листах 25 (5×5) и малые листы (кляйнбогены) по 16 (4×4) марок[6][28][29].
38. ↑  Почтово-благотоворительный выпуск «Туризм под знаком Олимпиады в СССР»: «Туризм по Золотому кольцу». На марке  (ЦФА [АО «Марка»] № 4907) — Ростов. Вид на Кремль, многоцветная. Глубокая печать в сочетании с металлографией, перфорирована: комбинированная рамочная зубцовка 12:11½ (на каждые 2 сантиметра края марки приходится 12:11½ зубцов). В марочных листах 25 (5×5) и малые листы (кляйнбогены) по 16 (4×4) марок[6][28][29].
39. ↑  Почтово-благотоворительный выпуск «Туризм под знаком Олимпиады в СССР»: «Туризм по Золотому кольцу». На марке  (ЦФА [АО «Марка»] № 4908) — Ростов. Панорама города, многоцветная. Глубокая печать в сочетании с металлографией, перфорирована: комбинированная рамочная зубцовка 12:11½ (на каждые 2 сантиметра края марки приходится 12:11½ зубцов). В марочных листах 25 (5×5) и малые листы (кляйнбогены) по 16 (4×4) марок[6][28][29].
40. ↑  Почтово-благотоворительный выпуск «Туризм под знаком Олимпиады в СССР»: «Туризм по Золотому кольцу». На марке  (ЦФА [АО «Марка»] № 4909) — Переславль-Залесский. Памятник А. Невскому, многоцветная. Глубокая печать в сочетании с металлографией, перфорирована: комбинированная рамочная зубцовка 12:11½ (на каждые 2 сантиметра края марки приходится 12:11½ зубцов). В марочных листах 25 (5×5) и малые листы (кляйнбогены) по 16 (4×4) марок[6][28][29].
41. ↑  Почтово-благотоворительный выпуск «Туризм под знаком Олимпиады в СССР»: «Туризм по Золотому кольцу». На марке  (ЦФА [АО «Марка»] № 4910) — Переславль-Залесский. Памятник Петру I, многоцветная. Глубокая печать в сочетании с металлографией, перфорирована: комбинированная рамочная зубцовка 12:11½ (на каждые 2 сантиметра края марки приходится 12:11½ зубцов). В марочных листах 25 (5×5) и малые листы (кляйнбогены) по 16 (4×4) марок[6][28][29].
42. ↑  Почтово-благотоворительный выпуск «Туризм под знаком Олимпиады в СССР»: «Туризм по Золотому кольцу». На марке  (ЦФА [АО «Марка»] № 4911) — Ярославль. Панорама города, многоцветная. Глубокая печать в сочетании с металлографией, перфорирована: комбинированная рамочная зубцовка 12:11½ (на каждые 2 сантиметра края марки приходится 12:11½ зубцов). В марочных листах 25 (5×5) и малые листы (кляйнбогены) по 16 (4×4) марок[6][28][29].
43. ↑  Почтово-благотоворительный выпуск «Туризм под знаком Олимпиады в СССР»: «Туризм по Золотому кольцу». На марке  (ЦФА [АО «Марка»] № 4912) — Ярославль. Спасо-Преображенский монастырь, многоцветная. Глубокая печать в сочетании с металлографией, перфорирована: комбинированная рамочная зубцовка 12:11½ (на каждые 2 сантиметра края марки приходится 12:11½ зубцов). В марочных листах 25 (5×5) и малые листы (кляйнбогены) по 16 (4×4) марок[6][28][29].
44. ↑  Почтово-благотоворительный выпуск Игры XXII Олимпиады. Москва-80. На марке  (ЦФА [АО «Марка»] № 4947) — спортивная гимнастика, вольные упражнения, многоцветная. Офсетная печать, перфорирована: комбинированная гребенчатая зубцовка 12:12½ (на каждые 2 сантиметра края марки приходится 12:12½ зубцов). В марочных листах 36 (6×6) и малые листы (кляйнбогены) по 20 (5×4) марок[7][28][30].
45. ↑  Почтово-благотоворительный выпуск Игры XXII Олимпиады. Москва-80. На марке  (ЦФА [АО «Марка»] № 4948) — спортивная гимнастика, параллельные брусья, многоцветная. Офсетная печать, перфорирована: комбинированная гребенчатая зубцовка 12:12½ (на каждые 2 сантиметра края марки приходится 12:12½ зубцов). В марочных листах 36 (6×6) и малые листы (кляйнбогены) по 20 (5×4) марок[7][28][30].
46. ↑  Почтово-благотоворительный выпуск Игры XXII Олимпиады. Москва-80. На марке  (ЦФА [АО «Марка»] № 4949) — спортивная гимнастика, перекладина, многоцветная. Офсетная печать, перфорирована: комбинированная гребенчатая зубцовка 12:12½ (на каждые 2 сантиметра края марки приходится 12:12½ зубцов). В марочных листах 36 (6×6) и малые листы (кляйнбогены) по 20 (5×4) марок[7][28][30].
47. ↑  Почтово-благотоворительный выпуск Игры XXII Олимпиады. Москва-80. На марке  (ЦФА [АО «Марка»] № 4950) — спортивная гимнастика, упражнения на бревне, многоцветная. Офсетная печать, перфорирована: комбинированная гребенчатая зубцовка 12:12½ (на каждые 2 сантиметра края марки приходится 12:12½ зубцов). В марочных листах 36 (6×6) и малые листы (кляйнбогены) по 20 (5×4) марок[7][28][30].
48. ↑  Почтово-благотоворительный выпуск Игры XXII Олимпиады. Москва-80. На марке  (ЦФА [АО «Марка»] № 4951) — спортивная гимнастика, разновысокие брусья, многоцветная. Офсетная печать, перфорирована: комбинированная гребенчатая зубцовка 12:12½ (на каждые 2 сантиметра края марки приходится 12:12½ зубцов). В марочных листах 36 (6×6) и малые листы (кляйнбогены) по 20 (5×4) марок[7][28][30].
49. ↑  Почтово-благотоворительный выпуск Игры XXII Олимпиады. Москва-80, номерной почтовый блок 90×70 мм «Упражнение на кольцах», многоцветный, фон бежевый.  (ЦФА [АО «Марка»] № 4952А) — без номера с надпечаткой «ПОГАШЕНО». Офсетная печать, перфорирована: рамочная зубцовка 12½ (на каждые 2 сантиметра края марки приходится 12½ зубцов)[7][32][30].
50. ↑  Почтово-благотоворительный выпуск Игры XXII Олимпиады. Москва-80. На марке  (ЦФА [АО «Марка»] № 4974) — футбол, многоцветная. Офсетная печать, перфорирована: комбинированная гребенчатая зубцовка 12½:12 (на каждые 2 сантиметра края марки приходится 12½:12 зубцов). В марочных листах 36 (6×6) и малые листы (кляйнбогены) по 20 (4×5) марок[7][32][33].
51. ↑  Почтово-благотоворительный выпуск Игры XXII Олимпиады. Москва-80. На марке  (ЦФА [АО «Марка»] № 4975) — баскетбол, многоцветная. Офсетная печать, перфорирована: комбинированная гребенчатая зубцовка 12:12½ (на каждые 2 сантиметра края марки приходится 12:12½ зубцов). В марочных листах 36 (6×6) и малые листы (кляйнбогены) по 20 (5×4) марок[7][32][33].
52. ↑  Почтово-благотоворительный выпуск Игры XXII Олимпиады. Москва-80. На марке  (ЦФА [АО «Марка»] № 4976) — волейбол, многоцветная. Офсетная печать, перфорирована: комбинированная гребенчатая зубцовка 12:12½ (на каждые 2 сантиметра края марки приходится 12:12½ зубцов). В марочных листах 36 (6×6) и малые листы (кляйнбогены) по 20 (5×4) марок[7][32][33].
53. ↑  Почтово-благотоворительный выпуск Игры XXII Олимпиады. Москва-80. На марке  (ЦФА [АО «Марка»] № 4977) — гандбол, многоцветная. Офсетная печать, перфорирована: комбинированная гребенчатая зубцовка 12½:12 (на каждые 2 сантиметра края марки приходится 12½:12 зубцов). В марочных листах 36 (6×6) и малые листы (кляйнбогены) по 20 (4×5) марок[7][32][33].
54. ↑  Почтово-благотоворительный выпуск Игры XXII Олимпиады. Москва-80. На марке  (ЦФА [АО «Марка»] № 4978) — хоккей на траве, многоцветная. Офсетная печать, перфорирована: комбинированная гребенчатая зубцовка 12½:12 (на каждые 2 сантиметра края марки приходится 12½:12 зубцов). В марочных листах 36 (6×6) и малые листы (кляйнбогены) по 20 (4×5) марок[7][32][33].
55. ↑  Почтово-благотоворительный выпуск «Туризм под знаком Олимпиады в СССР». На марке  (ЦФА [АО «Марка»] № 4990) — Ташкент. Монумент «Мужество», многоцветная. Глубокая печать в сочетании с металлографией, перфорирована: комбинированная рамочная зубцовка 12:11½ (на каждые 2 сантиметра края марки приходится 12:11½ зубцов). В марочных листах 25 (5×5) и малые листы (кляйнбогены) по 16 (4×4) марок[7][32][34].
56. ↑  Почтово-благотоворительный выпуск «Туризм под знаком Олимпиады в СССР». На марке  (ЦФА [АО «Марка»] № 4991) — Самарканд. Медресе Шир-Дор, многоцветная. Глубокая печать в сочетании с металлографией, перфорирована: комбинированная рамочная зубцовка 12:11½ (на каждые 2 сантиметра края марки приходится 12:11½ зубцов). В марочных листах 25 (5×5) и малые листы (кляйнбогены) по 16 (4×4) марок[7][32][34].
57. ↑  Почтово-благотоворительный выпуск «Туризм под знаком Олимпиады в СССР». На марке  (ЦФА [АО «Марка»] № 4992) — Тбилиси. Скульптура «Муза», многоцветная. Глубокая печать в сочетании с металлографией, перфорирована: комбинированная рамочная зубцовка 12:11½ (на каждые 2 сантиметра края марки приходится 12:11½ зубцов). В марочных листах 25 (5×5) и малые листы (кляйнбогены) по 16 (4×4) марок[7][32][34].
58. ↑  Почтово-благотоворительный выпуск «Туризм под знаком Олимпиады в СССР». На марке  (ЦФА [АО «Марка»] № 4993) — Тбилиси. Крепость Нарикала, многоцветная. Глубокая печать в сочетании с металлографией, перфорирована: комбинированная рамочная зубцовка 12:11½ (на каждые 2 сантиметра края марки приходится 12:11½ зубцов). В марочных листах 25 (5×5) и малые листы (кляйнбогены) по 16 (4×4) марок[7][32][34].
59. ↑  Почтово-благотоворительный выпуск «Туризм под знаком Олимпиады в СССР». На марке  (ЦФА [АО «Марка»] № 4994) — Ереван. Крепость Эребуни. Бронзовый грифон, многоцветная. Глубокая печать в сочетании с металлографией, перфорирована: комбинированная рамочная зубцовка 12:11½ (на каждые 2 сантиметра края марки приходится 12:11½ зубцов). В марочных листах 25 (5×5) и малые листы (кляйнбогены) по 16 (4×4) марок[7][32][34].
60. ↑  Почтово-благотоворительный выпуск «Туризм под знаком Олимпиады в СССР». На марке  (ЦФА [АО «Марка»] № 4995) — Ереван. Театр оперы и балета им. А. Спендиарова, многоцветная. Глубокая печать в сочетании с металлографией, перфорирована: комбинированная рамочная зубцовка 12:11½ (на каждые 2 сантиметра края марки приходится 12:11½ зубцов). В марочных листах 25 (5×5) и малые листы (кляйнбогены) по 16 (4×4) марок[7][32][34].
61. ↑  Новогодняя марка  (ЦФА [АО «Марка»] № 5016) — Олимпийский Мишка, многоцветная. Офсетная печатьна мелованной бумаге с лаковым покрытием, перфорирована: комбинированная рамочная зубцовка 12:12½ (на каждые 2 сантиметра края марки приходится 12:12½ зубцов). Разновидность  (ЦФА [АО «Марка»] № 5016А) — без зубцов. В марочных листах 36 (6×6) и малые листы (кляйнбогены) по 16 (4×4) марок[7][32][35].
62. ↑  Почтово-благотоворительный выпуск Игры XXII Олимпиады. Москва-80. На марке  (ЦФА [АО «Марка»] № 5039) — спринтерский бег, многоцветная. Офсетная печать, перфорирована: комбинированная гребенчатая зубцовка 12½:12 (на каждые 2 сантиметра края марки приходится 12½:12 зубцов). В марочных листах 36 (6×6) и малые листы (кляйнбогены) по 20 (4×5) марок[8][36][37].
63. ↑  Почтово-благотоворительный выпуск Игры XXII Олимпиады. Москва-80. На марке  (ЦФА [АО «Марка»] № 5040) — бег с барьерами, многоцветная. Офсетная печать, перфорирована: комбинированная гребенчатая зубцовка 12½:12 (на каждые 2 сантиметра края марки приходится 12½:12 зубцов). В марочных листах 36 (6×6) и малые листы (кляйнбогены) по 20 (4×5) марок[8][36][37].
64. ↑  Почтово-благотоворительный выпуск Игры XXII Олимпиады. Москва-80. На марке  (ЦФА [АО «Марка»] № 5041) — спортивная ходьба, многоцветная. Офсетная печать, перфорирована: комбинированная гребенчатая зубцовка 12:12½ (на каждые 2 сантиметра края марки приходится 12:12½ зубцов). В марочных листах 36 (6×6) и малые листы (кляйнбогены) по 20 (5×4) марок[8][36][37].
65. ↑  Почтово-благотоворительный выпуск Игры XXII Олимпиады. Москва-80. На марке  (ЦФА [АО «Марка»] № 5042) — прыжки в высоту, многоцветная. Офсетная печать, перфорирована: комбинированная гребенчатая зубцовка 12½:12 (на каждые 2 сантиметра края марки приходится 12½:12 зубцов). В марочных листах 36 (6×6) и малые листы (кляйнбогены) по 20 (4×5) марок[8][36][37].
66. ↑  Почтово-благотоворительный выпуск Игры XXII Олимпиады. Москва-80. На марке  (ЦФА [АО «Марка»] № 5043) — прыжки в длину, многоцветная. Офсетная печать, перфорирована: комбинированная гребенчатая зубцовка 12½:12 (на каждые 2 сантиметра края марки приходится 12½:12 зубцов). В марочных листах 36 (6×6) и малые листы (кляйнбогены) по 20 (4×5) марок[8][36][37].
67. ↑  Почтово-благотоворительный выпуск Игры XXII Олимпиады. Москва-80. На марке  (ЦФА [АО «Марка»] № 5044) — прыжки с шестом, многоцветная. Офсетная печать, перфорирована: комбинированная гребенчатая зубцовка 12½:12 (на каждые 2 сантиметра края марки приходится 12½:12 зубцов). В марочных листах 36 (6×6) и малые листы (кляйнбогены) по 20 (4×5) марок[8][36][37].
68. ↑  Почтово-благотоворительный выпуск Игры XXII Олимпиады. Москва-80. На марке  (ЦФА [АО «Марка»] № 5045) — метание диска, многоцветная. Офсетная печать, перфорирована: комбинированная гребенчатая зубцовка 12½:12 (на каждые 2 сантиметра края марки приходится 12½:12 зубцов). В марочных листах 36 (6×6) и малые листы (кляйнбогены) по 20 (4×5) марок[8][36][37].
69. ↑  Почтово-благотоворительный выпуск Игры XXII Олимпиады. Москва-80. На марке  (ЦФА [АО «Марка»] № 5046) — метание копья, многоцветная. Офсетная печать, перфорирована: комбинированная гребенчатая зубцовка 12½:12 (на каждые 2 сантиметра края марки приходится 12½:12 зубцов). В марочных листах 36 (6×6) и малые листы (кляйнбогены) по 20 (4×5) марок[8][36][37].
70. ↑  Почтово-благотоворительный выпуск Игры XXII Олимпиады. Москва-80. На марке  (ЦФА [АО «Марка»] № 5047) — метание молота, многоцветная. Офсетная печать, перфорирована: комбинированная гребенчатая зубцовка 12½:12 (на каждые 2 сантиметра края марки приходится 12½:12 зубцов). В марочных листах 36 (6×6) и малые листы (кляйнбогены) по 20 (4×5) марок[8][36][37].
71. ↑  Почтово-благотоворительный выпуск Игры XXII Олимпиады. Москва-80. На марке  (ЦФА [АО «Марка»] № 5048) — толкание ядра, многоцветная. Офсетная печать, перфорирована: комбинированная гребенчатая зубцовка 12½:12 (на каждые 2 сантиметра края марки приходится 12½:12 зубцов). В марочных листах 36 (6×6) и малые листы (кляйнбогены) по 20 (4×5) марок[8][36][37].
72. ↑  Почтово-благотоворительный выпуск Игры XXII Олимпиады. Москва-80, номерной почтовый блок 90×70 мм «Эстафетный бег», многоцветный, фон бежевый.  (ЦФА [АО «Марка»] № 5049А) — без номера с надпечаткой «ПОГАШЕНО». Высокая печать, перфорирована: рамочная зубцовка 12½:12 (на каждые 2 сантиметра края марки приходится 12½:12 зубцов)[8][36][39].
73. ↑  Почтово-благотоворительный выпуск «Туризм под знаком Олимпиады в СССР». На марке  (ЦФА [АО «Марка»] № 5051) — Москва. Кремль «Водовзводная башня Кремля», многоцветная. Глубокая печать в сочетании с металлографией, перфорирована: комбинированная рамочная зубцовка 12:11½ (на каждые 2 сантиметра края марки приходится 12:11½ зубцов). В марочных листах 25 (5×5) и малые листы (кляйнбогены) по 16 (4×4) марок[8][36][39].
74. ↑  Почтово-благотоворительный выпуск «Туризм под знаком Олимпиады в СССР». На марке  (ЦФА [АО «Марка»] № 5052) — Москва. Проспект Калинина, многоцветная. Глубокая печать в сочетании с металлографией, перфорирована: комбинированная рамочная зубцовка 12:11½ (на каждые 2 сантиметра края марки приходится 12:11½ зубцов). В марочных листах 25 (5×5) и малые листы (кляйнбогены) по 16 (4×4) марок[8][36][39].
75. ↑  Почтово-благотоворительный выпуск «Туризм под знаком Олимпиады в СССР». На марке  (ЦФА [АО «Марка»] № 5053) — Ленинград. Адмиралтейство, многоцветная. Глубокая печать в сочетании с металлографией, перфорирована: комбинированная рамочная зубцовка 12:11½ (на каждые 2 сантиметра края марки приходится 12:11½ зубцов). В марочных листах 25 (5×5) и малые листы (кляйнбогены) по 16 (4×4) марок[8][40][39].
76. ↑  Почтово-благотоворительный выпуск «Туризм под знаком Олимпиады в СССР». На марке  (ЦФА [АО «Марка»] № 5054) — Ленинград. Монумент героическим защитникам Ленинграда, многоцветная. Глубокая печать в сочетании с металлографией, перфорирована: комбинированная рамочная зубцовка 12:11½ (на каждые 2 сантиметра края марки приходится 12:11½ зубцов). В марочных листах 25 (5×5) и малые листы (кляйнбогены) по 16 (4×4) марок[8][40][39].
77. ↑  Почтово-благотоворительный выпуск «Туризм под знаком Олимпиады в СССР». На марке  (ЦФА [АО «Марка»] № 5055) — Киев. Памятник Богдану Хмельницкому, многоцветная. Глубокая печать в сочетании с металлографией, перфорирована: комбинированная рамочная зубцовка 12:11½ (на каждые 2 сантиметра края марки приходится 12:11½ зубцов). В марочных листах 25 (5×5) и малые листы (кляйнбогены) по 16 (4×4) марок[8][41][39].
78. ↑  Почтово-благотоворительный выпуск «Туризм под знаком Олимпиады в СССР». На марке  (ЦФА [АО «Марка»] № 5056) — Киев. Метромост через Днепр, многоцветная. Глубокая печать в сочетании с металлографией, перфорирована: комбинированная рамочная зубцовка 12:11½ (на каждые 2 сантиметра края марки приходится 12:11½ зубцов). В марочных листах 25 (5×5) и малые листы (кляйнбогены) по 16 (4×4) марок[8][41][39].
79. ↑  Почтово-благотоворительный выпуск «Туризм под знаком Олимпиады в СССР». На марке  (ЦФА [АО «Марка»] № 5057) — Минск. Дворец спорта, многоцветная. Глубокая печать в сочетании с металлографией, перфорирована: комбинированная рамочная зубцовка 12:11½ (на каждые 2 сантиметра края марки приходится 12:11½ зубцов). В марочных листах 25 (5×5) и малые листы (кляйнбогены) по 16 (4×4) марок[8][41][39].
80. ↑  Почтово-благотоворительный выпуск «Туризм под знаком Олимпиады в СССР». На марке  (ЦФА [АО «Марка»] № 5058) — Минск. Дом Кино Союза кинематографистов БССР, многоцветная. Глубокая печать в сочетании с металлографией, перфорирована: комбинированная рамочная зубцовка 12:11½ (на каждые 2 сантиметра края марки приходится 12:11½ зубцов). В марочных листах 25 (5×5) и малые листы (кляйнбогены) по 16 (4×4) марок[8][41][39].
81. ↑  Почтово-благотоворительный выпуск «Туризм под знаком Олимпиады в СССР». На марке  (ЦФА [АО «Марка»] № 5059) — Таллин. Старый город (Церковь Святого Олафа), многоцветная. Глубокая печать в сочетании с металлографией, перфорирована: комбинированная рамочная зубцовка 12:11½ (на каждые 2 сантиметра края марки приходится 12:11½ зубцов). В марочных листах 25 (5×5) и малые листы (кляйнбогены) по 16 (4×4) марок[8][41][39].
82. ↑  Почтово-благотоворительный выпуск «Туризм под знаком Олимпиады в СССР». На марке  (ЦФА [АО «Марка»] № 5060) — Таллин. Гостиница «Виру», многоцветная. Глубокая печать в сочетании с металлографией, перфорирована: комбинированная рамочная зубцовка 12:11½ (на каждые 2 сантиметра края марки приходится 12:11½ зубцов). В марочных листах 25 (5×5) и малые листы (кляйнбогены) по 16 (4×4) марок[8][41][39].
83. ↑  Номерной почтовый блок 90×70 мм «Успешное завершение Игр XXII Олимпиады в Москве», художественное оформление полей: эмблема Олимпиады на фоне московских зданий, маршрут факельной эстафеты Олимпийского огня, памятный текст: «Советские спортсмены на Играх XXII Олимпиады завоевали: 80 золотых, 69 серебряных и 46 бронзовых медалей». На многоцветной марке олимпийский медвежонок Мишка с факелом — талисман Игр.  (ЦФА [АО «Марка»] № 5126А) — без номера с надпечаткой «ПОГАШЕНО». Офсетная печать, перфорирована: рамочная зубцовка 12:12½ (на каждые 2 сантиметра края марки приходится 12:12½ зубцов)[8][41][42].